# Skybridge (Chicago)

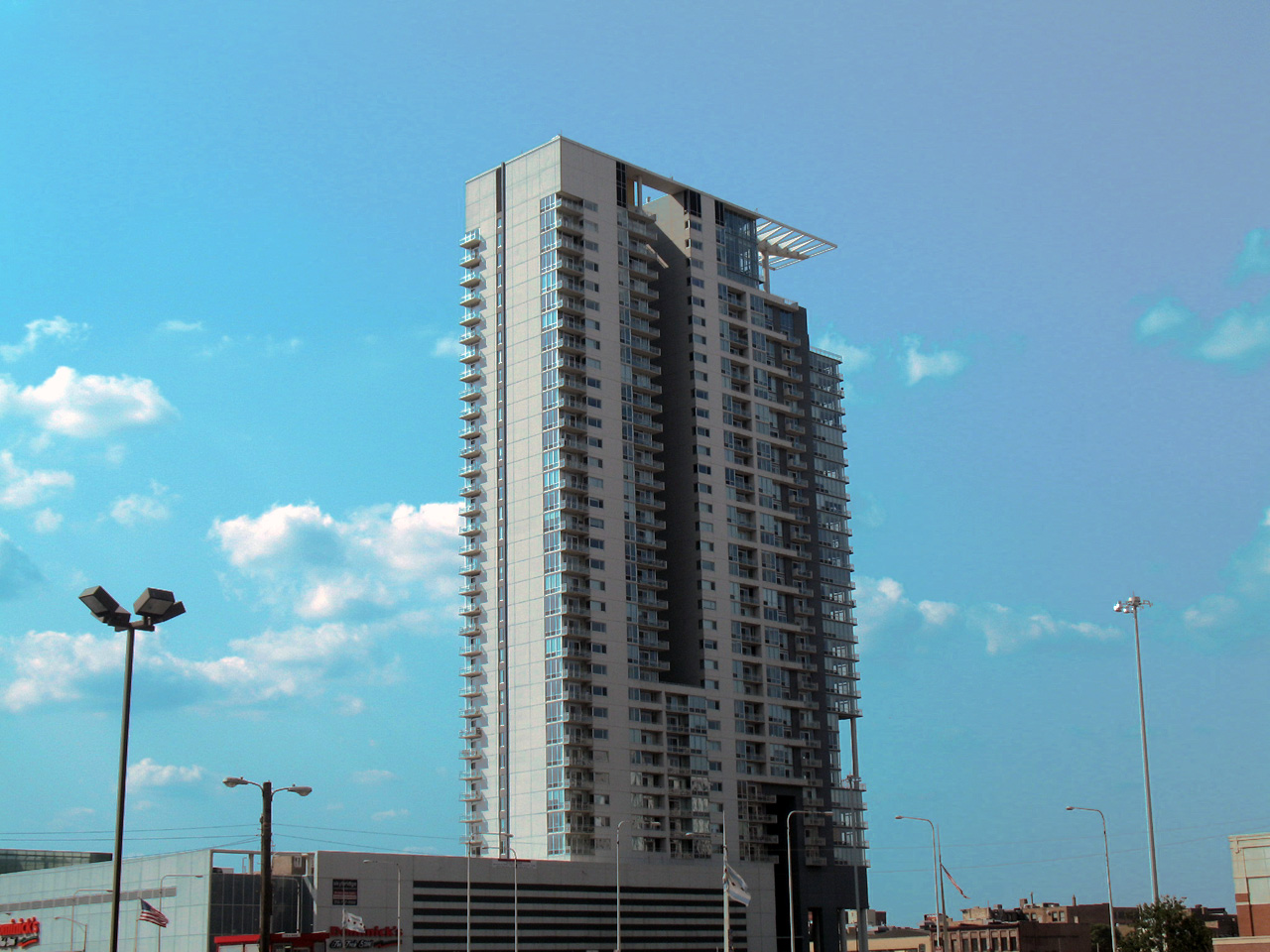
Skybridge-Wolkenkratzer in Chicago

Skybridge [ˈskaɪˌbɹɪdʒ] (Himmelsbrücke) ist ein Wolkenkratzer in Chicago (Illinois, USA) aus dem Jahre 2003. Das Hochhaus erhielt für seine Architektur den Architekturpreis Emporis Skyscraper Award. Der als Wohnturm ausgelegte Wolkenkratzer befindet sich westlich der Chicagoer Innenstadt nördlich vom Chicagoer Stadtteil Greektown.
Koordinaten: 41° 52′ 57,1″ N, 87° 38′ 49,2″ W